# Theria pallida
Theria pallida là một loài bướm đêm trong họ Geometridae.